# Washington megye (Iowa)
Washington megye az Amerikai Egyesült Államokban, azon belül Iowa államban található. Lakosainak száma 22 565 fő (2020. április 1.). Washington megye Johnson, Henry, Jefferson, Louisa, Keokuk és Iowa megyékkel határos.

## Népesség
A megye népessége az elmúlt években az alábbi módon változott:
| Lakosok száma | 21 697 | 21 826 | 21 942 | 22 015 | 22 247 | 22 565 |
|               | 2010   | 2011   | 2012   | 2013   | 2015   | 2020   |